# Prometafas
Prometafasen är ett stadium i mitosen, den cellulära reproduktionen, vanligtvis det andra steget, om man inte räknar med interfasen, som i själva verket mer är en benämning på cellens normala tillstånd mellan två celldelningar. 
I detta stadium har centriolerna redan placerat sig i motsatta cellpoler även om de fortfarande är förenade av fibrer bildade av cytoskelettets små rör som bildar den mitotiska spindeln. Vid samma tidpunkt upplöses kärnmembranet, kärnan försvinner och kromosomerna fixeras till den mitostiska spindelns fibrer med hjälp av speciella strukturer i centromererna, så kallade kinetokorer. 